# 嗜血法医 (第四季)
《嗜血法医》第四季首播于2009年9月27日，共12集。2008年10月21日，Showtime频道正式续签《嗜血法医》的第四季和第五季，并定为每季12集。2009年2月至2009年3月，编剧开始构思第四季的具体情节，并从2009年6月起正式开拍。2009年5月27日，Showtime宣布约翰·利思戈将以客串明星的身份出演一位连环杀手，他将在第四季全部的12集中登场；此外，基思·卡拉丹也将在此季中回归，继续扮演弗兰克·兰迪一角。第四季主要讲述德克斯特如何调整杀人生活和家庭生活之间的关系，他的第一个儿子也出世了；第四季播映后，获得了影评家的普遍好评。

## 角色

### 主要角色
- 米高·C·賀爾 飾 德克斯特·摩根（Dexter Morgan）
- 朱莉·本茨 饰 莉塔·摩根（Rita Morgan）
- 珍妮佛·卡本特 飾 黛柏拉·摩根（Debra Morgan）
- 蘿倫·菲立茲（英语：Lauren Vélez） 飾 玛丽亚·拉格塔（María LaGuerta）
- 戴维·萨亚斯（英语：David Zayas） 飾 安吉尔·贝提斯塔（Angel Batista）
- 詹姆斯·瑞马尔 飾 哈利·摩根（Harry Morgan）
- 李升熙 飾 文斯·马苏卡（Vincent Masuka）
- 德斯蒙德·哈林顿 飾 乔·奎因（Joey Quinn）
- 约翰·利思戈  飾 阿瑟·米切爾（Arthur Mitchell）

### 次要角色
- 考特妮·福特（英语：Courtney Ford） 饰 克莉丝汀·希尔（Christine Hill），出演11集
- 普雷斯顿·贝利 饰 科迪·贝内特（Cody Bennett） ，出演11集
- 克里斯蒂娜·罗宾逊 饰 爱斯特·贝内特（Astor Bennett） ，出演10集
- 傑弗瑞‧佩爾森（英语：Geoff Pierson） 饰 汤姆·马修斯（Tom Matthews），出演2集
- 白蘭度‧伊頓 饰 乔纳·米切爾（Jonah Mitchell），出演6集
- 里克‧彼得斯（英语：Rick Peters） 饰 埃利奥特（Elliot），出演6集
- 朱丽娅·坎贝尔（英语：Julia Campbell） 饰 莎莉·米切爾（Sally Mitchell），出演5集
- 瓦蕾莎·马兰洛 饰 贝卡·米切爾（Becca Mitchell），出演5集
- 大卫·拉姆西 饰 安东·布里格斯（Anton Briggs），出演5集
- 基思·卡拉丹 饰 弗兰克·兰迪（Frank Lundy），出演4集
- 傑弗瑞‧佩爾森（英语：Geoff Pierson） 饰 汤姆·马修斯（Tom Matthews），出演4集

## 集數
| 總集數 | 集數 （季） | 標題                                     | 導演              | 編劇                                                         | 首播日期       | 美國收視人數 （百萬） |
| ------ | ----------- | ---------------------------------------- | ----------------- | ------------------------------------------------------------ | -------------- | --------------------- |
| 37     | 1           | 梦中的生活 Living the Dream              | 马科斯·西恩加     | 克莱德·菲利普斯                                              | 2009年9月27日  | 1.52                  |
| 38     | 2           | 拭目以待 Remains to Be Seen              | 布莱恩·柯克       | 查尔斯·H·厄格                                                | 2009年10月4日  | 1.37                  |
| 39     | 3           | 灯光下的迷茫 Blinded by the Light        | 马科斯·西恩加     | 斯科特·巴克                                                  | 2009年10月11日 | 1.24                  |
| 40     | 4           | 德克斯特的假期 Dex Takes a Holiday       | 约翰·戴尔         | 梅莉莎·罗森伯格、温迪·韦斯特                                 | 2009年10月18日 | 1.51                  |
| 41     | 5           | 愤怒的哈利 Dirty Harry                   | 基思·戈登         | 蒂姆·施拉特曼                                                | 2009年10月25日 | 1.68                  |
| 42     | 6           | 如果我有一把锤子 If I Had a Hammer       | 罗密欧·帝隆       | 劳伦                                                         | 2009年11月1日  | 1.88                  |
| 43     | 7           | 风平浪静 Slack Tide                      | 蒂姆·亨特         | 斯科特·巴克                                                  | 2009年11月8日  | 1.76                  |
| 44     | 8           | 无心之杀 Road Kill                       | 歐內斯特·迪科爾森 | 梅莉莎·罗森伯格、斯科特·雷诺兹                               | 2009年11月15日 | 1.69                  |
| 45     | 9           | 饥饿之人 Hungry Man                      | 约翰·戴尔         | 温迪·韦斯特                                                  | 2009年11月22日 | 1.76                  |
| 46     | 10          | 迷失的男孩 Lost Boys                     | 基思·戈登         | 查尔斯·H·厄格、蒂姆·施拉特曼                                 | 2009年11月29日 | 1.80                  |
| 47     | 11          | 你好，德克斯特·摩根 Hello, Dexter Morgan | SJ·克拉克森       | 斯科特·巴克、劳伦                                            | 2009年12月6日  | 2.11                  |
| 48     | 12          | 离殇 The Getaway                         | 史蒂夫·希尔       | 温迪·韦斯特、梅莉莎·罗森伯格、斯科特·雷诺兹、梅莉莎·罗森伯格 | 2009年12月13日 | 2.58                  |